# The Clonious
The Clonious (eigentlich Paul Movahedi) ist ein österreichischer Musiker aus Niederösterreich.
2009 wurde das Debütalbum Between The Dots veröffentlicht. Im Jahr 2010 war er für den Amadeus Austrian Music Award in der Kategorie HipHop/R’n’B nominiert. 2010 und 2012 trat The Clonious am Popfest auf. 2013 trat er bei Waves Vienna auf. The Clonious steht bei Affine Records unter Vertrag.

## Diskografie

### Singles
- 2010: Untitled, TLM Records
- 2010: Cid Rim Vs. Clonious, The – Full Nelson EP, Affine Records
- 2009: Adroit Adventures, Ubiquity

### Alben
- 2009: Between The Dots, Ubiquity

### DJ Mixes
- 2010: My ABC – Guest Mix For Andrew Meza's BTS Radio, BTS Radio